# Intercape

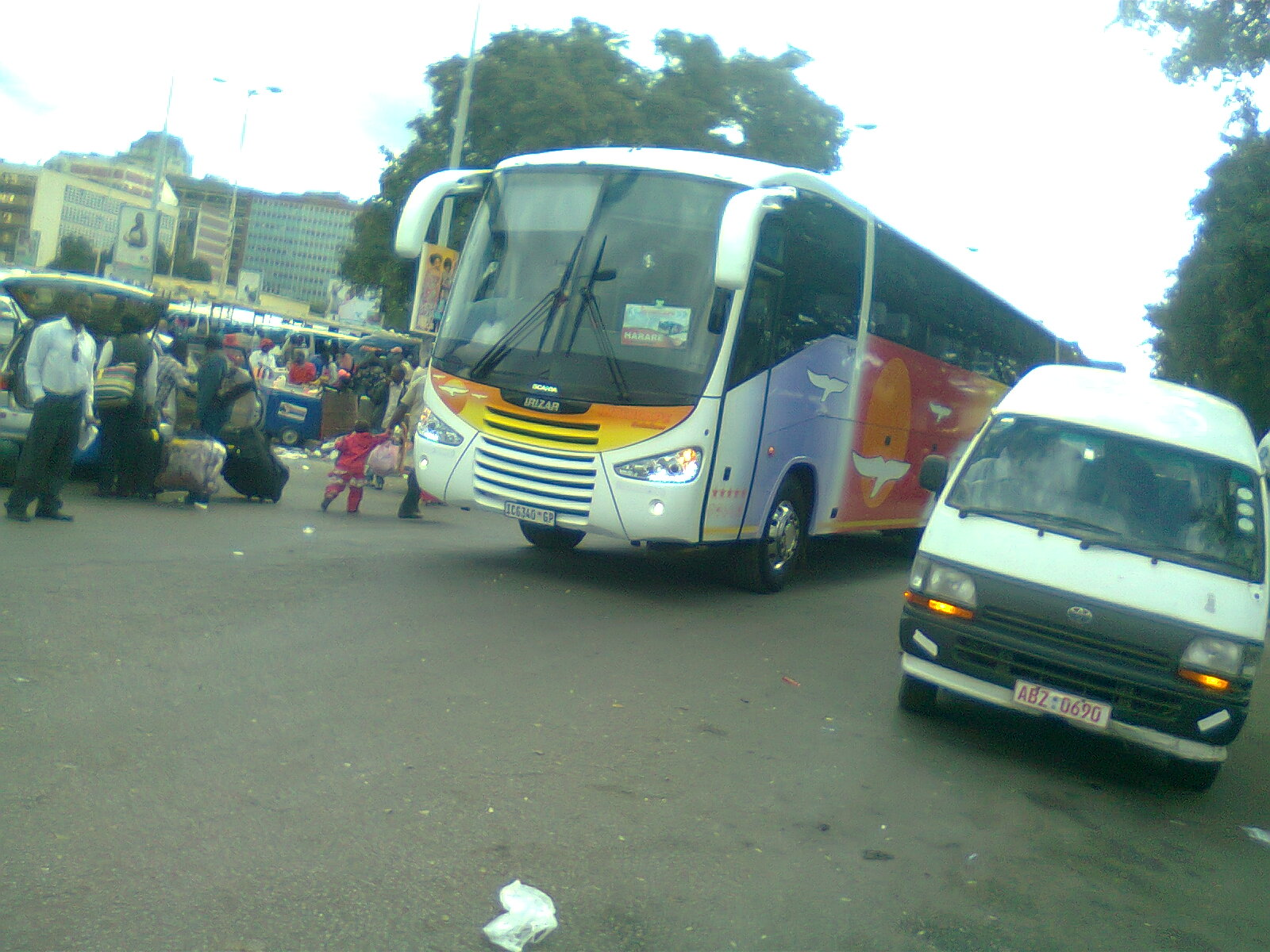
Un autobus Intercape partant d'Harare pour Johannesbourg en 2012.

Intercape est une compagnie de bus sud-africaine créée en 1979.

## Réseau
Elle opère en Afrique du Sud et dans les pays limitrophes : Namibie, Botswana, Zimbabwe, Mozambique, Zambie et Malawi.

## Gouvernance
Le propriétaire est Johann Ferreira, qui dirige l'entreprise selon des principes chrétiens.

## Sécurité
Depuis 2021, des attaques de bus de la compagnie surviennent, notamment dans la province de Cap-Oriental : près de 150 attaques violentes sont rapportées, avec parfois des blessés et des morts. En 2023, la justice sud-africaine enjoint au ministre des transports de produire un plan d'actions pour assurer la sécurité des passagers et des conducteurs,,,.